# Проворова Тетяна Анатоліївна
Тетя́на Анато́́ліївна Прово́рова (нар. 15 вересня 1978, м. Херсон) — провідна майстриня сцени, артистка драми, асистентка режисера Херсонського обласного академічного музично-драматичного театру ім. М.Куліша, Заслужена артистка України[відсутнє в джерелі][первинне джерело].

## Життєпис
Творчу діяльність розпочала в 1998 році.
Задіяна в репертуарі Херсонського обласного академічного музично-драматичного театру ім. Миколи Куліша, знімається в серіалах. Є учасницею театральних фестивалів, у тому числі Міжнародного театрального фестивалю «Мельпомена Таврії».
Указом Президента України N 91/2019 удостоєна почесного звання «Заслужена артистка України»[первинне джерело].

## Роботи в театрі
Херсонський обласний академічний музично-драматичний театр імені Миколи Куліша
- «Дванадцята ніч, або що захочете» — Олівія
- «Майська ніч» — Панночка
- «Обережно, жінки!» — Лулу
- «Ніч перед Різдвом» — Оксана
- «Лісова пісня» — Мавка
- «Ображені. Росія» — Головний
- «Неймовірні перевтілення» — Собачка Мотя
- «Фейс_контроль» — Фанні
- «Сон літньої ночі» — Іпполіта, Титанія
- «Криваве весілля» — Мати
- «Станцюй зі мною танго» — Неллі
- «6,5»
- «За двома зайцями» — Галя
- «Каліка з острова Інішмаан» — Хелен МакКармік
- «Звідки беруться діти» – Оксана
- «Гамлет» – Офелія
- «Любов до…» – Єва
- «Нью-Йорк, Нью-Йорк» – Меррі
- «Дядечкін сон» – Оповідачка
- «Принцеса Турадонт» – Принеса Турандот

## Фільмографія
- «Пляж» (серіал)
- «Агенти справедливості»